# 아메데오 2세 디 사보이아 백작

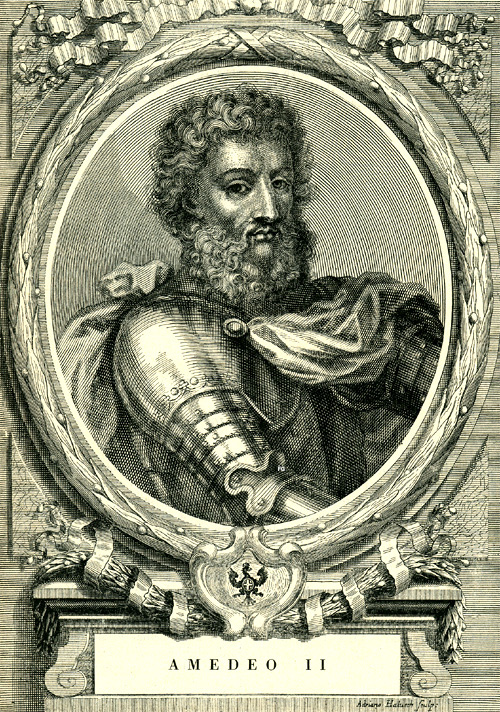
아메데오 2세

아메데오 2세 디 사보이아(Amedeo II di Savoia)는 사보이아 백국의 백작이다. 그는 교황 그레고리오 7세와 좋은 관계를 가지고 있었고, 한동안 독일왕 하인리히 4세와도 좋은 관계를 가지고 있었다.
| 아마데오 5세사보이아 가출생: 1050년대 - 사망: 1080년 1월 28일 |                             |                   |
| 작위                                                          |                             |                   |
| 이전 피에트로 1세                                             | 사보이아 백작 1078년–1080년 | 이후 움베르토 2세 |